# Ирдеменево-Кошки
Ирдеме́нево-Ко́шки (чув. Ертӗмен Кушӑк, Кушӑк) — деревня в Канашском районе Чувашской Республики. Входит в состав Ачакасинского сельского поселения.

## География
Находится в центральной части Чувашии, на расстоянии приблизительно 15 км по прямой на запад от районного центра города Канаш в междуречье рек Малый Цивиль и Сунарка.

## История
Известна с 1795 года, когда в ней было 15 дворов и 84 жителя. В 1858 году было учтено 208 жителей, в 1897—325, в 1926 — 84 двора, 418 жителей, в 1939—400 жителей, в 1979—295. В 2002 году было 68 дворов, в 2010 — 59 домохозяйств. В 1930 году был образован колхоз «Мотор», в 2010 году действовал СХПК «Родник».

## Население
Постоянное население составляло 155 человек (чуваши 96 %) в 2002 году, 140 в 2010.